# Rolf Olsson
Rolf Håkan Olsson, född 31 augusti 1949 i Morlanda församling, Göteborgs och Bohus län, död 17 maj 2007 i Göteborg (Oscar Fredrik), var en svensk politiker (vänsterpartist). Han var ordinarie riksdagsledamot 1998–2002 och 2003–2006 (även tjänstgörande ersättare under en period efter valet 2002), invald för Göteborgs kommuns valkrets.
Olsson valdes in i riksdagen i valet 1998 som ordinarie ledamot. Han kandiderade åter till riksdagen i valet 2002 och blev ersättare. Han var tjänstgörande ersättare i riksdagen för Johan Lönnroth 15 november–31 december 2002. Olsson utsågs till ny ordinarie riksdagsledamot från och med 6 februari 2003 sedan Johan Lönnroth avsagt sig uppdraget som riksdagsledamot.
I riksdagen var Olsson andre vice ordförande i justitieutskottet 2004–2006. Han var ledamot i finansutskottet 2002, justitieutskottet 2004, socialutskottet 1998–2002 och riksdagens valberedning 2005–2006. Han var även suppleant i finansutskottet, justitieutskottet, socialförsäkringsutskottet och sammansatta justitie- och socialutskottet.